# التأمين السيبراني
التأمين السيبراني هو منتج تأمين متخصص يهدف إلى حماية الشركات من المخاطر القائمة على الإنترنت، وبشكل أعم من المخاطر المتعلقة بالبنية التحتية لتكنولوجيا المعلومات وأنشطتها. عادة ما يتم استبعاد المخاطر من هذا النوع من سياسات المسؤولية العامة التجارية التقليدية أو لا يتم تعريفها بشكل محدد في منتجات التأمين التقليدية. قد تشمل التغطية التي يوفرها التأمين السيبراني تغطية الأطراف الأولى والثالثة ضد الخسائر مثل تدمير البيانات والابتزاز والسرقة والقرصنة وهجمات الحرمان من الخدمات والتي تكون ناجمة عن الأخطاء أوالسهو أو الفشل في حماية البيانات أو التشهير؛ كما قد تشمل مزايا أخرى مثل التدقيق الأمني المنتظم والعلاقات العامة بعد الحادث ونفقات التحقيق وأموال المكافآت الجنائية.

## عمل الأمن السيبراني
تعتمد المؤسسات على متخصصي الأمن السيبراني لتنفيذ إستراتيجيات الحماية. ويقيم الخبراء المخاطر الأمنية التي قد تواجه أنظمة الحوسبة والشبكات ومخازن البيانات والتطبيقات والأجهزة المتصلة. ثم يضعون إطارا شاملا للأمن السيبراني ويطبقون تدابير الحماية اللازمة داخل المؤسسة.
وتحرص المؤسسات على توعية الموظفين بأفضل الممارسات الأمنية، وتفعيل تقنيات الدفاع الآلي في البنية التحتية لتكنولوجيا المعلومات. بهدف تشكيل طبقات من الحماية ضد التهديدات المحتملة، مما يساعدها في تحديد المخاطر المتوقعة، وحماية الهويات والبيانات والبنية التحتية، ومراقبة الأعطال ورصدها، والاستجابة السريعة وتحليل أسبابها، والأهم التعافي بعد وقوع الهجمات.
وتعتمد مؤسسات الأمن السيبراني عدة مبادئ أساسية في عملها، الأول مبدأ "انعدام الثقة"، الذي يتطلب مصادقة صارمة ومراقبة مستمرة لجميع المستخدمين والتطبيقات. الثاني تحليلات السلوك لمراقبة الأنشطة غير المعتادة في نقل البيانات والتنبيه بشأنها.
كما تعتمد المؤسسات على أنظمة كشف التسلل لتحديد الهجمات بسرعة باستخدام تعلم الآلة. إضافة إلى التشفير السحابي لحماية البيانات المخزنة عبر تشفيرها، باستخدام خدمات للتحكم في مفاتيح التشفير.